# Майрон Тейлор
Майрон Чарлз Тейлор (англ. Myron Charles Taylor; 18 січня 1874 — 5 травня 1959) — американський промисловець, релігійний діяч, дипломат. Брав участь у багатьох важливих політичних подіях під час і після Другої світової війни.
Особистий представник президента США у Ватикані. Представник США на міжнародній Евіанській конференції для розв'язання проблем єврейських заручників націонал-соціалістичного режиму Німеччини.